# Portland City Hall (Oregon)
Die Portland City Hall ist das Rathaus von Portland in Oregon. 

## Geschichte
Das 1895 vom Architekturbüro Whidden & Lewis im Stil der American Renaissance errichtete, vierstöckige Gebäude steht in Downtown Portland und beherbergt die Büroräume des Stadtrats und anderer Verwaltungseinrichtungen. Die Portland City Hall wurde von 1996 bis 1998 für 29,3 Millionen US-Dollar renoviert. Dem zentralen Gebäudeteil ist eine dreigeschossige Rotunde vorgebaut, deren Portikus von Granitsäulen gestützt wird. Seit dem 21. November 1974 ist die Portland City Hall im National Register of Historic Places verzeichnet.
1982 wurde nordöstlich der Portland City Hall das Portland Building errichtet. 